# Lübeck (Patrizierfamilie)
Die Familie von Lübeck war eine in der Hansestadt Greifswald ansässige Patrizierfamilie, die dort über 200 Jahre Ratsherren und Bürgermeister stellte.

## Geschichte
Die Familie kam im Zuge der von Heinrich dem Löwen betriebenen Ostsiedlung aus der neu gegründeten Stadt Lübeck nach Greifswald. Erster Greifswalder Ratsherr der Familie wurde Johannes von Lübeck I. Er vertrat Greifswald auf den ersten Hansetagen der Jahre 1258–81 und wurde zum Stammvater einer älteren und einer jüngeren Linie der Familie, die zusammen der Stadt bis zum Beginn des 16. Jahrhunderts die hohe Zahl von 23 Ratsherren stellten.
Seine Enkel Johann II aus der älteren Linie und dessen Vetter Walter finanzierten aus ihrem erheblichen Vermögen die Kriegslasten der Stadt in der ab 1307 eskalierenden Auseinandersetzung der Hanse mit dem dänischen König Erik VI. Menved. Walter von Lübeck wurde 1314 Bürgermeister der Stadt Greifswald wie auch zwei seiner Söhne, ein Enkel und ein Urenkel.
Ihre Abkömmlinge Siegfried und Heinrich von Lübeck waren während der Zeit des Ersten und Zweiten Waldemarkrieg gegen den dänischen König Waldemar IV. Atterdag als Greifswalder Ratsherren ähnlich erfolgreich wie ihre Vorfahren. Letzter Ratsherr aus der Familie war 1508/09 Jakob von Lübeck IV. Der Großteil des Vermögens der Familie ging durch Heirat mit Gesa von Lübeck auf den Stralsunder Bürgermeister Nikolaus Smiterlow über.